# AGM-137 TSSAM
El Northrop AGM-137 TSSAM (Tri-Service Standoff Attack Missile) fue un misil de crucero de lanzamiento a distancia, desarrollado por Northrop para las fuerzas armadas de los Estados Unidos.

## Desarrollo
La Fuerza Aérea de los Estados Unidos comenzó el desarrollo del Misil de Ataque de Lanzamiento a Distancia Conjunto (Tri-Service Standoff Attack Missile (TSSAM)) en 1986; la intención era producir una familia de misiles furtivos para la Fuera Aérea, la Armada y el Ejército estadounidenses, que sería capaz de tener un gran alcance, guiado autónomo, reconocimiento automático del objetivo, y suficiente precisión y potencia de la cabeza de guerra como para destruir estructuras bien protegidas, tanto en tierra como en el mar. 
Todas las versiones del misil usarían navegación inercial guiada por el Sistema de Posicionamiento Global (GPS). La versión de la Armada y una de la Fuerza Aérea debían usar un sensor terminal de imágenes  infrarrojas para reconocer el objetivo y para el guiado final, y sería equipado con una única cabeza de guerra. Una segunda versión del misil del Ejército sería lanzada con dos cohetes aceleradores y llevaría las submuniciones Bombeta de Efectos Combinados (Combined Effects Bomblet (CEB)) contra objetivos terrestres.
Se planeó llevar el misil en los B-52H, F-16C/D, B-1, B-2, A-6E, y F/A-18C/D; la versión del Ejército iba a ser lanzada desde el vehículo MLRS (Multiple Launch Rocket System, Sistema de Cohetes de Lanzamiento Múltiple).
El proyecto sufrió de problemas de financiación, algunos relacionados con la distribución del presupuesto entre los tres servicios. Resultó en recortes de fondos y retrasos. El misil también sufrió problemas de desarrollo técnico, elevando el coste unitario de la cifra original de 1986, de 728000 dólares por misil a los 2,062 millones de dólares en 1994. Como resultado, el proyecto fue cancelado. El desarrollo tecnológico desarrollado para el TSSAM fue utilizado en el programa JASSM.

## Variantes
AGM-137A
Variante de lanzamiento aéreo para la Fuerza Aérea y Armada estadounidenses.
AGM-137B
Variante de lanzamiento terrestre para el Ejército estadounidense.

### Secuencias de designación
- Secuencia M- (Misiles y drones estadounidenses (1962-actualidad)): ← MGM-134 - ASM-135 - AGM-136 - AGM-137 - CEM-138 - RUM-139 - MGM-140 →